# Carlos Bernard
Carlos Bernard, właśc. Carlos Bernard Papierski (ur. 12 października 1962 w Evanston) – amerykański aktor, reżyser i scenarzysta. 
Odtwórca roli Anthony’ego „Tony’ego” Almeidy w serialu Fox 24 godziny (2001–2006, 2009, 2014), za którą w 2009 był nominowany do nagrody ALMA Award, i 24: Dziedzictwo (24: Legacy, 2017).

## Życiorys

### Wczesne lata
Urodził się w Evanston w stanie Illinois jako najmłodszy z trzech synów Mercedes (z domu Orueta) i Bernarda Kennetha Papierski. Jego ojciec był pochodzenia polskiego, a matka pochodziła z Madrytu i miała pochodzenie hiszpańskie. Dorastał w Wilmette, na przedmieściach Chicago. Zainteresował się aktorstwem, gdy był w szkole średniej New Trier High School w Winnetka. Następnie studiował na Illinois State University w Normal, a wkrótce uzyskał dyplom magistra sztuki w American Conservatory Theatre w San Francisco.

### Kariera
Występował na scenie American Conservatory Theatre w spektaklach: Good z Williamem Hurtem, Jak wam się podoba, Hamlet, The Diary of Anne Frank i Wiśniowy sad. Grał także na deskach Mark Taper Forum w Los Angeles w przedstawieniu Scenes From an Execution z Frankiem Langellą.
Zadebiutował jako reżyser 16–minutowego komediodramatu Córka twojego ojca (Your Father’s Daughter, 2012) z Vanessą Marano. Był też reżyserem odcinków seriali takich jak Hawaje 5-0 (2016–2019), Zabójcze umysły (2017), MacGyver (2017–2020), FBI (2020–2025), Chicago Fire (2022) i Prawo i porządek (2022–2024).

### 24 godziny
W 2001 dołączył do obsady telewizyjnego dramatu 24 godziny, gdzie grał Tony’ego Almeidę, agenta rządowego w fikcyjnej agencji nazwanej CTU (Counter Terrorist Unit).
Grał przez 3 sezony zanim jego postać, razem z innymi, została wykreślona pod koniec 2004. Jego absencja była krótkotrwała, powrócił w połowie czwartego sezonu (2005) jako "gość specjalny".
Powrócił do głównej obsady w piątym sezonie (2006), następnie po ponad dwuletniej przerwie powrócił do serialu w 7 sezonie. Wystąpił w ponad 100 odcinkach serialu, największej ilości zaraz po Kieferze Sutherlandzie (Jack Bauer).

## Życie prywatne
W 1999 zawarł związek małżeński z aktorką Sharisse Baker, z którą ma córkę Natalie (ur. 2003). W lipcu 2010 doszło do rozwodu. 30 grudnia 2013 poślubił Tessie Santiago.

## Filmografia

### Filmy
- 1996: Śmiercionośny słój (The Killing Jar) jako Chajén
- 1998: Faceci w bieli (Men in White, TV) jako obcy
- 1999: Babilon 5: Alarm dla Ziemi (Babylon 5: A Call to Arms, TV) jako komunikacja
- 2000: Mars i nie tylko (Mars and Beyond, krótkometrażowy) jako porucznik Ronaldo Alvarez
- 2000: Ostatni lot pułkownika (The Colonel’s Last Flight, krótkometrażowy) jako Rosario
- 2001: Vegas, City of Dreams jako Chico Escovedo
- 2007: Pielęgniarki (Nurses, krótkometrażowy TV) jako dr Richmond
- 2010: Angel Camouflaged jako Jude Stevens

### Seriale
- 1996: F/X jako Roberto Vega
- 1997: Sunset Beach jako stażysta
- 1997: Nocny człowiek (Night Man) jako pomocnik Parkera
- 1999: Żar młodości (The Young and the Restless) jako Rafael Delgado
- 2001: Strażnik Teksasu (Walker, Texas Ranger) jako Raoul „Skull” Hidalgo
- 2001–2006, 2009, 2014: 24 godziny (24) jako Tony Almeida
- 2010: Tożsamość szpiega (Burn Notice) jako Gabriel
- 2011–2012: CSI: Kryminalne zagadki Miami (CSI: Miami) jako Diego Navarro – Nemezis Horatio Caine’a
- 2011–2012: Hawaje 5-0 (Hawaii Five-0) jako agent Channing
- 2012–2013: Dallas jako Vicente Cano
- 2013: Castle jako Jared Stack
- 2014: Motyw (Motive) jako Kurt Taylor
- 2014: Mroczne zagadki Los Angeles (Major Crimes) jako Pete Sims
- 2014: Madam Secretary jako Manuel Barzan
- 2017: 24: Dziedzictwo (24: Legacy) jako Tony Almeida
- 2017: Supergirl jako Oscar Rodas
- 2019: Orville jako kapitan Marcos
- 2022: Prawnik z lincolna (The Lincoln Lawyer) jako Robert Cardone

### Gry komputerowe
- 2006: 24: The Game jako Tony Almeida